# Wolwelingen
Wolwelingen (luxemburgisch Wolwenⓘ, französisch Wolwelange) ist eine Ortschaft in der Gemeinde Rambruch im Kanton Redingen im Großherzogtum Luxemburg.

## Lage
Wolwelingen liegt im Westen Luxemburgs an der Grenze nach Belgien. Durch den Ort verläuft die CR 311, sie verbindet den Ort mit den Nachbarorten Obermartelingen und Bondorf. Weiterer Nachbarort ist Perl im Süden.

## Herkunft des Namens
Eine erste Erwähnung des Dorfes findet sich in Dokumenten aus dem Jahre 1309 unter dem französischen Namen „Volvedenges“ wieder. Im 17. und 18. Jahrhundert lautet der Name der Ortschaft „Wolflange“. Der heutige französische Name „Wolwelange“ taucht im 19. Jahrhundert auf. Die deutschsprachigen Namen des Ortes gingen über die Jahrhunderte von Wolfflingen, Wollffeldingen, über Wulfflingen bis hin zu Wolwelingen.
Der heutige luxemburgische Ortsname „Wolwen“ leitet sich vom umgangssprachlichen „Wolffen“ ab.

## Pfarrkirche St. Peter und Paul
1330 wird bereits eine Kirche in Wolwelingen erwähnt. Am östlichen Ortseingang befindet sich die Wolwelinger Klause, bestehend aus einer Grünanlage und einer kleinen Kapelle. Neben der Kapelle stand jahrhundertelang die so genannte Wolframsbich (Wolframsbuche), eine Buche, die 2014 gefällt werden musste, da sie zu instabil geworden war. Damit verlor Wolwelingen ein markantes Wahrzeichen. In der Ortsmitte steht die Pfarrkirche St. Peter und Paul, die 1785 erbaut wurde. Der Vorgängerbau stand auf dem Platz der Wolwelinger Klause.

## Geschichte
Alte römische Spuren und Funde deuten darauf hin, dass die Gegend um das heutige Wolwelingen schon zur Römerzeit besiedelt war. Ein römisches Gräberfeld, welches auf das 1. Jahrhundert nach Christus zurückdatiert werden kann, wurde zwischen den Ortschaften Wolwelingen und seinen Nachbardorf Martelingen gefunden. Aufgrund der ungewöhnlichen Lage der Wolwelinger Pfarrkirche, außerhalb der Ortschaft, wurde die Theorie erstellt, dass sich an dieser Stelle womöglich ein alter römischer Wachturm entlang der Römerstraße Perlé-Flatzbour befand.
Im Spätmittelalter finden sich um 1330 Hinweise der Ortschaft in der „Taxa generalis subsidiorum Trevirensis“, einem Steuerverzeichnis des Bistums Trier. In einem Visitationsbericht des Pfarrers „Joannes a Maille Mayson“ aus dem Jahre 1570 werden in der Pfarrei insgesamt 60 Kommunikanten gezählt.
Der Dreißigjährige Krieg (1618–1648) hinterließ schlimme Spuren in der Ortschaft Wolwelingen. Kaiserliche Truppen zogen im Jahre 1637 durch die Dörfer des damaligen Herzogtums Luxemburg und richteten große Zerstörungen an und verübten Gräueltaten an der heimischen Bevölkerung. Die heutige Ortschaft Wolwelingen wurde von polnischen und kroatischen Söldnern, welche sich aus ihren Winterlagern in Hosingen und Marnach unter den Generälen Colloredi und Isolani aufmachten, ausgebrannt und die Häuser der Einwohner wurden niedergebrannt. Kein einziges Haus blieb unbescholten und jene Einwohner, welche nicht rechtzeitig flüchteten, wurden von den Soldaten ermordet. So kam es, dass die Ortschaft Wolwelingen in der Folgezeit um die 34 Jahre komplett unbewohnt blieb. In einem Schreiben aus dem Jahre 1671, hält der Gerichtshof in Martelingen fest, dass: „Wolfflingen so zum gemeldeten Hof Martelengen gehörig gewesen, noch de facto desert ligt ohne einigen Inwohnern.“ In den kommenden Jahren führte die Zuwanderung dazu, dass sich nach und nach wieder Menschen in der einstigen Ortschaft ansiedelten. Ein Bericht im Rahmen einer kirchlichen Visitation aus dem Jahre 1686 erzählt von einem schlechten Zustand des Gotteshauses und hält fest, dass der Friedhof noch immer verwüstet ist. Ein neues Pfarrhaus wurde seinerseits erst wieder im Jahre 1714 in Ortschaft errichtet.
Während der anschließenden Französischen Revolution wurde der Kirchenbesitz in Wolwelingen beschlagnahmt und verkauft. Der hiesige Pfarrer Bernhard verweigerte den „Republikeid“ und zog in den folgenden Jahren, mit Hilfe der Bevölkerung die in verkleidete, in den umliegenden Wäldern als Jäger umher. Als das Herzogtum Luxemburg im Jahre 1795 an Frankreich annektiert wurde, kam die Ortschaft Wolwelingen zur Gemeinde Martelingen, welche zu diesem Zeitpunkt zum Kanton Rambruch und später zum Kanton Fauvillers gehörte. Im Jahre der „Unabhängigkeit“ Luxemburgs (1839) wurde das Dorf aus der Gemeinde Martelingen entnommen und gehörte von nun an als Sektion zur Gemeinde Perlé.

## Belege
1. ↑  Population par localité - Population per locality. In: data.public.lu. Abgerufen am 9. Oktober 2021 (französisch, englisch).
2. ↑   Commission culturelle de la Commune de Rambrouch: Gemeng Rammerich. Luxemburg 2018, S. 35.
3. ↑  Commission culturelle de la Commune de Rambrouch: Gemeng Rammerich. Hrsg.: Commission culturelle de la Commune de Rambrouch. Luxemburg 2018, S. 35–37.